# エクトール・ガルサ
エクトール・ガルサ（Héctor Garza）のリングネームで知られるエクトール・ソラーノ・セグラ（Héctor Solano Segura、1969年6月12日 - 2013年5月26日）は、メキシコのプロレスラー。ヌエボ・レオン州モンテレイ出身。
テレビ朝日で放送されているワールドプロレスリングでは「メキシコの棚橋弘至」と紹介されていた。
父はウンベルト・ガルサ、兄はウンベルト・セグラ・ジュニア、叔父はマリオ・セグラ。

## 来歴
1992年9月4日、モンテレイにてプロレスラーデビュー。
1994年11月にEMLL、1996年にAAA、1997年にプロモ・アステカ、1997年にWWF、6月にはWCWに転戦。
1999年に再びAAAに復帰し、2004年にはTNAに参戦するが、2005年にはステロイドの不法所持で逮捕され解雇。そして再びCMLLに復帰。
2011年1月4日、新日本プロレスのPPV、Wrestle Kingdom 5に参戦し、獣神サンダー・ライガーと組み、マスカラ・ドラダ、ラ・ソンブラ組と対戦したが敗れた。同年11月より、ペロス・デル・マールへ移籍。
2013年、肺癌のため死去。

## 得意技
- トルニージョ
- ハリケーン・ラナ

## 獲得タイトル
CMLL
- CMLL世界ヘビー級王座 : 1回
- CMLL世界トリオ王座 : 4回（w / ラ・フィエラ & ドス・カラス、タルサン・ボーイ & エル・テリブレ、ミステル・アギラ & ペロ・アグアヨ・ジュニア、イホ・デル・ファンタズマ & ラ・マスカラ）
- CMLL世界タッグチーム王座 : 3回（w / ミスティコ（2回）、ミステル・アギラ）

AAA
- IWC世界ヘビー級王座 : 2回
- メキシコナショナルライトヘビー級王座
- メキシコナショナルタッグ王座（w / ペロ・アグアヨ・ジュニア）
- メキシコナショナルヘビー級王座
- AAA殿堂

その他
- FILLライトヘビー級王座
- UWA世界ミドル級王座
- WWA世界タッグ王座（w / ペロ・アグアヨ・ジュニア）
- LLAアステカ王座